# Dellingerův efekt

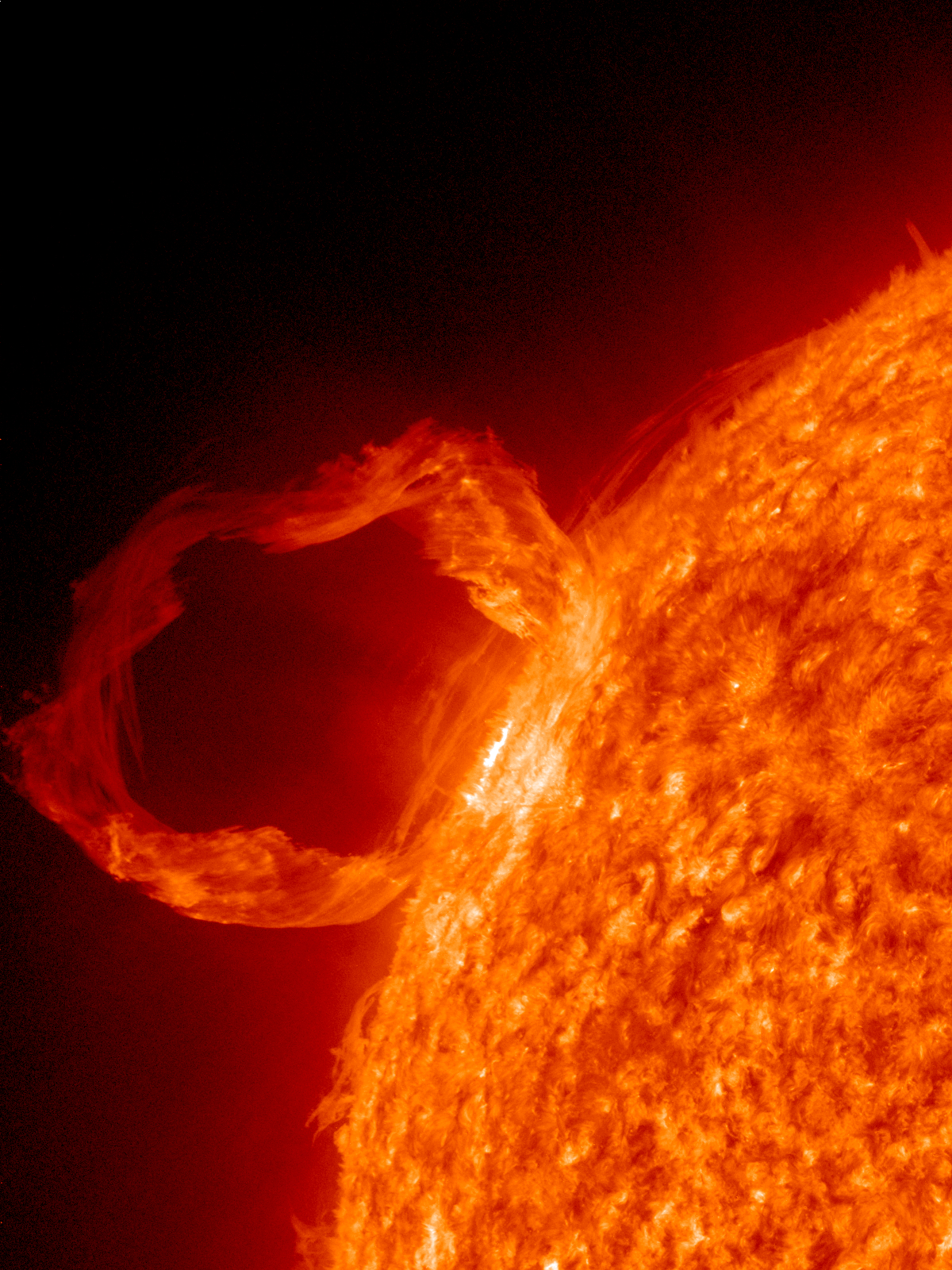
Sluneční erupce

Odraz krátkých vln od ionosféry může být v důsledku sluneční erupce narušen a zůstane pouze přízemní složka (krátká modrá čára)

Dellingerův efekt (někdy též Mögel-Dellingerův efekt) se projevuje jako náhlé, krátkodobé zhoršení či úplné přerušení rádiového příjmu v pásmu krátkých vln, způsobené sluneční erupcí. Jev se dá využít k detekci slunečních erupcí.

## Objev
Uvedený jev popsal německý fyzik Hans Mögel v roce 1930. Roku 1935 jev popsal též americký telekomunikační inženýr John Howard Dellinger, který tehdy působil v Národním institutu standardů a technologie Spojených států amerických.

## Příčiny
Magnetické pole Slunce je deformované a tato deformace je příčinou slunečních erupcí. Následkem sluneční erupce se dostane na osvětlenou stranu Země silné ultrafialové a rentgenové záření. Dojde ke zvýšení ionizace nejnižší ionosférické vrstvy, obvykle označované písmenem D.

## Důsledky
Ionosférická vrstva D začne v důsledku zvýšené ionizace pohlcovat elektromagnetické vlny v krátkovlnném pásmu. Tím znemožní odraz od výše položené ionosférické vrstvy F, která by jinak umožnila příjem rádiového vysílání v pásmu krátkých vln na mnohem větší vzdálenost. To se projeví zhoršením či úplným výpadkem příjmu při velké vzdálenosti mezi vysílačem a přijímačem. Výpadky mohou trvat několik minut až několik hodin a jsou nejvážnější v rovníkových oblastech Země. V důsledku sluneční erupce bývá v určitých oblastech Země viditelná polární záře. Někdy se též dá navázat krátkodobé dálkové rádiové spojení v pásmu velmi krátkých vln na neobvykle velkou vzdálenost.